# Vladímir Denisov
Vladímir Guennádievich Denisov –en ruso, Владимир Геннадьевич Денисов– (Nizhni Nóvgorod, URSS, 22 de mayo de 1947) es un deportista soviético que compitió en esgrima, especialista en la modalidad de florete.
Participó en dos Juegos Olímpicos de Verano en los años 1972 y 1976, obteniendo una medalla de plata en Múnich 1972 en la prueba por equipos. Ganó seis medallas en el Campeonato Mundial de Esgrima entre los años 1971 y 1978.

## Palmarés internacional
| Juegos Olímpicos   | Juegos Olímpicos    | Juegos Olímpicos  | Juegos Olímpicos    |
| Año                | Lugar               | Medalla           | Prueba              |
| ------------------ | ------------------- | ----------------- | ------------------- |
| 1972               | Múnich (RFA)        | Medalla de plata  | Florete por equipos |
| Campeonato Mundial |                     |                   |                     |
| Año                | Lugar               | Medalla           | Prueba              |
| 1971               | Viena (Austria)     | Medalla de bronce | Florete por equipos |
| 1973               | Gotemburgo (Suecia) | Medalla de oro    | Florete por equipos |
| 1974               | Grenoble (Francia)  | Medalla de oro    | Florete por equipos |
| 1975               | Budapest (Hungría)  | Medalla de plata  | Florete por equipos |
| 1975               | Budapest (Hungría)  | Medalla de bronce | Florete individual  |
| 1978               | Hamburgo (RFA)      | Medalla de bronce | Florete por equipos |